# Centre d'études sur le fédéralisme
Fondé en novembre 2000, le Centre d'études sur le fédéralisme (italien : Centro Studi sul Federalismo ; CSF) est un centre d’études et de recherches sur le fédéralisme comme phénomène théorique et pratique du domaine des doctrines politiques et des systèmes institutionnels de l’État moderne. Selon ces critères, l’intérêt du CSF s’oriente vers les dimensions infranationale, macro-régionale et mondiale du fédéralisme et notamment vers le phénomène des intégrations régionales à l’époque de la globalisation, en concentrant ses recherches en Europe, sur son histoire, ses civilisations, son chemin vers l’unité et ses perspectives pour l’avenir.

## Siège et organisation
Hébergé au sein du Collegio Carlo Alberto de Turin, le CSG est un organisme de recherche issu de la collaboration entre l'Université de Pavie, l'Université de Turin et la fondation Compagnia di San Paolo auxquelles s’est ajoutée l’Université de Milan. L’Institut de recherche piémontais a pour but – évoqué dans ses statuts – de promouvoir et de coordonner les activités de recherche scientifique dans le domaine des études sur le fédéralisme et s’appuie non seulement sur la coopération des Universités associées dans un consortium et d’autres établissements universitaires et centres de recherche italiens et internationaux, mais aussi sur la collaboration avec les établissements privés et publics qui souhaitent favoriser une connaissance et une application plus amples du fédéralisme.
Le CSF est dirigé par un comité directeur, l’organe qui délibère au sujet de son activité scientifique et de l’utilisation des moyens financiers. Il est soutenu par un Conseil, un Collège des commissaires aux comptes et un Comité scientifique qui réunit des personnalités de renommée internationale dans le domaine des études sur le fédéralisme. Sa structure administrative et scientifique est complétée par une équipe de chercheurs qui proviennent de différentes universités et de différents secteurs de recherche concernant les domaines thématiques du droit, de l’économie, des sciences historiques, politiques et sociales. Le CSF est doté d’une bibliothèque – 12 000 volumes – d’une hémérothèque d’environ 70 magazines actuels et 500 magazines historiques, ainsi que des fonds d’archives: les archives du CIME – Conseil italien du Mouvement européen – et le regeste en ligne du fonds Altiero Spinelli, dont les documents sont conservés aux Archives historiques de l’Union européenne de Florence.

## Activités de recherche
Les objectifs du CSF visent notamment à promouvoir la connaissance des multiples aspects du fédéralisme, à susciter le débat public à travers la publication d’études et de recherches sur les thèmes d’intérêt et à solliciter les chercheurs et les intellectuels à contribuer à la réflexion sur les questions européennes et internationales. Les documents produits à partir de son activité de recherche (Research papers) s’adressent au monde académique, mais ils saisissent des aspects et traitent des sujets de grande actualité susceptibles d’éveiller aussi l’intérêt des milieux diplomatiques, du monde politique et des différents secteurs professionnels. L’activité de recherche du CSF se traduit par de nombreux projets d’édition, d’approfondissement thématique, de suivi et d’observation des phénomènes globaux liés aux processus fédératifs, à l’intégration régionale et à la démocratie internationale. Parmi ceux-ci :
- Perspectives on Federalism: magazine en ligne qui a le but de réaliser un forum ouvert au débat sur le fédéralisme à tous les niveaux de gouvernement: sous-national, national et supranational régionaux et mondiaux[3].
- Bibliographical Bulletin on Federalism: édité en ligne trois fois par an, il fournit un panorama d’articles sur le fédéralisme publiés sur environ 700 magazines scientifiques en langue italienne, anglaise, française, allemande et espagnole[4].
- International Democracy Watch: portail dont l’objectif est de réunir, comparer et analyser un ensemble de données visant à vérifier l’état d’avancement et l’évolution de la démocratie dans le cadre des institutions internationales, dont il mesure les évolutions par un suivi continu.
- Cadre opérationnel de la Politique de Sécurité et de Défense commune de l'UE: recherche visant à fournir des informations utiles pour une analyse comparée des opérations militaires, civiles et policières promue par l’UE dans le cadre de la PSDC à partir de 2003[5].
- Observatoire sur le fédéralisme fiscal: espace consacré à l’approfondissement des évolutions du processus de restructuration du système des finances publiques et des conséquences de la réforme constitutionnelle en matière de fédéralisme fiscal[6].

## Activités culturelles
Le CSF organise des rencontres et séminaires en collaboration avec d’autres instituts et établissements de recherche consacrés à l’approfondissement de certains sujets déterminés et à la présentation de volumes, dont certains sont publiés par le centre d’Études lui-même. Parmi eux, l’événement le plus significatif du point de vue académique est la Lecture Altiero Spinelli, une récurrence annuelle où une personnalité de réputation mondiale présente une lectio magistralis sur un thème lié à l’Europe ou au fédéralisme. La Lecture naît de l’idée de consacrer à Altiero Spinelli, un des pères du fédéralisme européen, un colloque d’étude sur les thèmes du processus d’intégration européenne. Parmi les activités de formation que le Centre a proposé il faut citer les cours de troisième cycle en droit et affaires (Law & Business in Europe), organisé en collaboration avec l’Institut universitaire d’études européennes (IUSE) de Turin et consacré à l’approfondissement des matières juridiques et économiques du marché intérieur de l’Union européenne.